# Arhitectură neorenascentistă

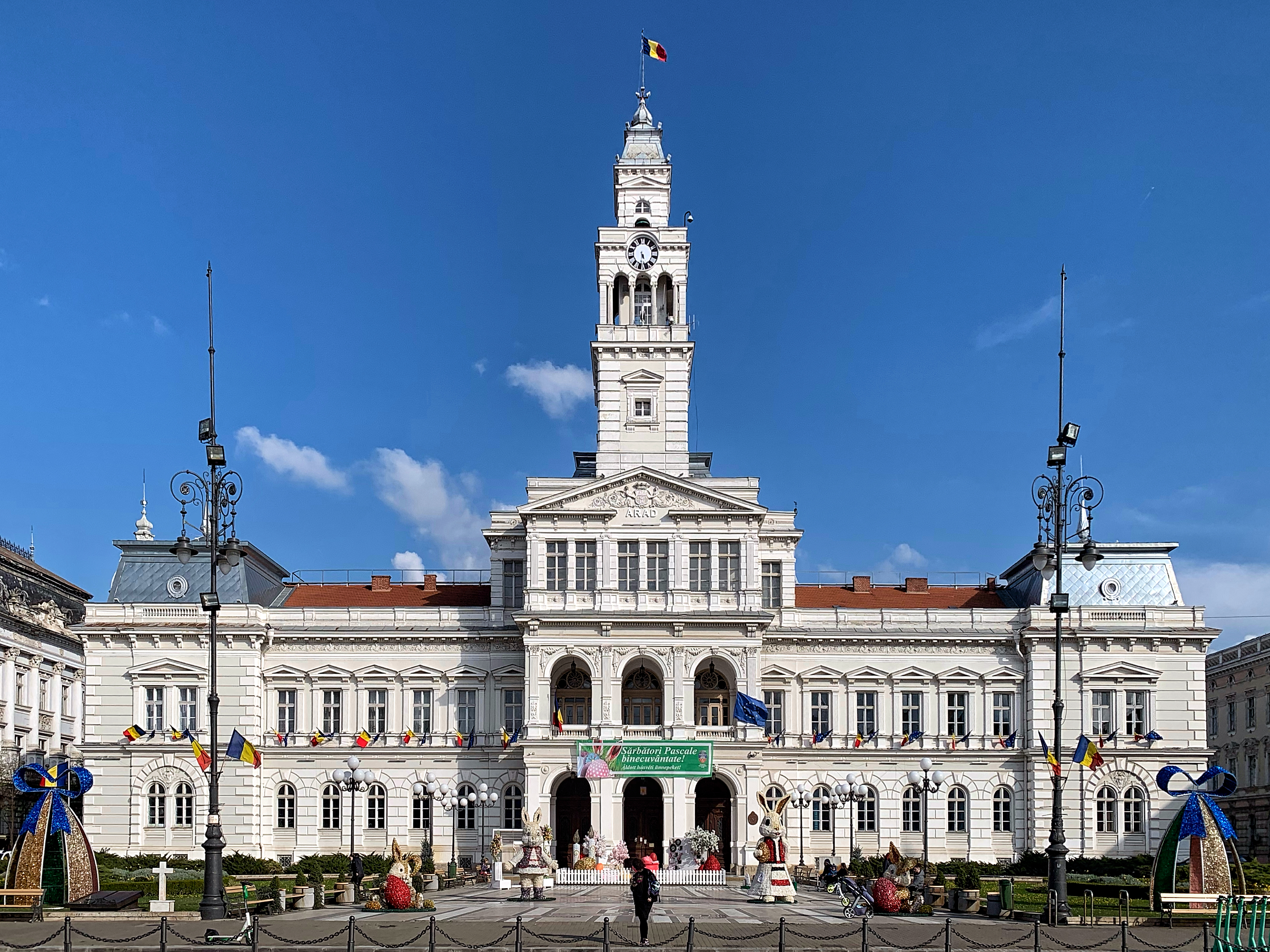
Palatul Administrativ din Arad, un exemplu de artă neorenascentistă din România.

Arhitectura neorenascentistă este un stil arhitectural din secolul al XIX-lea, inspirat de stilul renascentist.
Stilul este unul foarte divers, fiind uneori greu de recunoscut, dat fiind numeroasele manifestări ale artei renascentiste în Europa.
A fost unul dintre cele mai populare stiluri arhitecturale ale timpului, concurând cu stilurile mai vechi, precum cel neogotic și cel neoclasic.